# Werner K. Bliß
Werner K. Bliß (* 10. März 1950 in Schiltach) ist ein deutscher Künstler und Schriftsteller.

## Leben und Werk
Werner K. Bliß studierte von 1969 bis 1972 Chemie und Mathematik an der Pädagogischen Hochschule Lörrach. Anschließend unterrichtete er bis 2013 an verschiedenen Schulen im Schwarzwald (von 1985 bis 1991 an der Deutschen Schule zu Porto).
Bliß malt, zeichnet, collagiert, stellt Skulpturen her und schreibt Gedichte, die immer wieder durch die Auseinandersetzung mit Kunstwerken – u. a. von Nicole Bianchet, Peter Doig, Elisabeth Endres, Armin Göhringer, Marianne Hopf, Christoph Meckel, Werner Pokorny, Cy Twombly und Vitali Vitanov – angeregt und in Anthologien, Internetportalen, Kunstkatalogen und Literaturzeitschriften veröffentlicht wurden. 2007 lud José F. A. Oliver ihn zum Literaturfestival Hausacher LeseLenz ein.
Neben Ausstellungen eigener Bilder und Objekte (in Freiburg, Hausach und Schiltach) arbeitete Bliß in den Jahren 2016/17 in seinem Atelier mit jungen Afghanen und Syrern und präsentierte die Ergebnisse in der Ausstellung MIGRATION INTERAKTION INTEGRATION.
2019 erschien das Gedichtbuch Gekämmte Zeit im Pop Verlag. Darin befindet sich u. a. eine umfassende Auswahl der Gemäldegedichte, in denen er in rhythmisch ausgeklügelter Sprache Wörtern neue Bedeutungen zumisst.
Werner K. Bliß lebt in Hausach.

## Einzeltitel
- Gekämmte Zeit. Gedichte. Pop Verlag, Ludwigsburg 2019, ISBN 978-3-86356-288-5.
- Von Nackenpinseln und Effilierscheren. Kindheitserinnerungen. Pop Verlag, Ludwigsburg 2024, ISBN 978-3-86356-387-5.

## Kunstkataloge (Auswahl)
- Bruder Holz. Holz – Raum – Linie. Skulpturen von Armin Göhringer. Gedichte von Werner K. Bliß. Kunsthaus, Grenchen 2006.
- Malerei 1990 – 2008. Bilder von Marianne Hopf. Gedichte von Werner K. Bliß. Morat-Institut, Freiburg 2008.

## Anthologien und Literaturzeitschriften (Auswahl)
- Axel Kutsch (Hrsg.): Versnetze. Deutschsprachige Lyrik der Gegenwart. Verlag Ralf Liebe, Weilerswist 2014–2019.
- Werner Bucher, Jolanda Fäh und Susanne Matthies (Hrsg.): Poesie Agenda. orte Verlag, Schwellbrunn 2011–2019.
- Theo Breuer (Hrsg.): Vulkan Obsidian. edition bauwagen, Itzehoe 2006.
- Literaturzeitschriften: außer.dem, Bawülon, Dulzinea, Federwelt, Laufschrift.